# 건강 (애플)
건강(Health)은 2014년 6월 2일 애플이 세계 개발자 회의 (WWDC)에서 발표한 의료정보학 모바일 앱이다. 이 앱은 IOS 8 이상을 실행하는 아이폰 및 아이팟 터치 기기와 IPadOS 17 이상을 실행하는 아이패드에서 사용할 수 있다. 이 응용 프로그램은 혈압 측정 및 혈당과 같은 건강 데이터는 물론 걸음 수와 같은 신체 추적 데이터도 보관한다. 활동 추적기, 스마트워치, 스마트 체중계 및 기타 장치에서 데이터를 가져올 수 있다.

## 기능
건강 앱은 다양한 건강 데이터와 측정 항목은 물론, "애플 건강 기록" 프로그램에 가입된 지원 의료 보험사 또는 병원의 사용자를 위한 임상 의료 기록을 추적하고 저장한다. 데이터는 활동, 신체 측정, 생리 주기 추적, 청력, 심장, 약물, 정신건강, 이동성, 영양, 호흡기, 수면, 증상, 활력징후 및 기타 데이터의 여러 범주로 나뉜다.
연결된 애플 워치를 사용하는 사용자는 활동 링, 걷기 및 달리기 거리, 오른 층 수, 마음챙김 시간, 수면 분석, 손 씻기 측정 항목, 환경 소음 수준, 심박수, 혈중 산소 수준 및 ECG 측정을 포함하여 기기에서 가져온 건강 정보가 건강 앱으로 자동 가져오기된다. 건강 데이터는 수동으로 또는 타사 응용 프로그램을 통해 기록할 수도 있다.
IOS 13부터 건강 앱은 생리 주기 및 임신 가능 기간 추적 기능을 제공하여 사용자가 생리 주기를 기록하고 다음 생리 시작 시기를 예측할 수 있도록 한다. IOS 16에서는 애플이 약물 기록 기능을 도입하여 사용자가 복용 중인 약물을 추적하고 복용 시간을 알리는 알림을 설정할 수 있을 뿐만 아니라 잠재적인 약물 상호작용에 대해 사용자에게 경고한다. 두 기능 모두 WatchOS 기기에서 독립 실행형 응용 프로그램으로도 사용할 수 있다. IOS 17부터는 사용자가 정신건강을 추적하기 위해 매일의 감정과 기분을 기록할 수 있을 뿐만 아니라, 표준화된 불안 및 우울증 검사를 받을 수 있으며, 이는 치료사와의 상담이 적절한 시기인지 아는 데 유용할 수 있다.
"메디컬 ID" 프로필도 건강 앱 내에 보관되어 있어 기기를 잠금 해제할 필요 없이 응급 구조원이 주요 의료 정보에 쉽게 접근할 수 있다. 사용자는 알레르기, 약물, 혈액형, 장기 기증 상태 및 비상 연락처 세부 정보와 같이 메디컬 ID에 표시할 내용을 선택할 수 있다. 2016년 7월 현재 IOS 10 이상을 사용하는 미국 사용자는 건강 앱을 통해 장기, 눈, 조직 기증자로 등록할 수 있었다.
초기에 건강 앱은 호환되는 타사 응용 프로그램의 부족(2014년 9월 17일 IOS 8과 함께 출시될 당시), 혈당 추적, 적절한 건강 데이터 설명, 그리고 느린 앱 성능으로 비판을 받았다. 결국 애플은 소프트웨어 업데이트를 통해 이러한 문제를 해결했다. 2019년, 건강 앱은 IOS 13의 일부로 재설계되어 대시보드를 요약 탭으로 대체하고 이전 "건강 데이터" 탭과 유사하게 모든 것을 "탐색" 탭 아래에 배치하여 앱 탐색을 간소화했다.

## 전자의무기록
2018년 애플의 "건강 기록"이 도입되어 iOS 11.3 이상 사용자가 의사나 병원에서 의료 기록을 가져올 수 있게 되었다.
2019년 6월 6일, 노던 루이지애나 메디컬 센터는 앱을 통해 임상 의료 기록을 공유할 수 있도록 애플과의 초기 파트너십을 발표했다. 애플은 곧 호환되는 전자의무기록(EHR)이 "건강 기록" 프로젝트에 자체 등록하도록 허용하기 시작했다. 2019년의 다른 파트너십에는 녹스빌의 테네시 대학교 의료 센터, 아칸소 남부 의료 센터, 아칸소 스프링데일의 노스웨스트 헬스, 일리노이 퀸시의 블레싱 헬스 시스템, 펜실베이니아의 도일스타운 헬스, 프랜시스칸 헬스, 델라웨어 도버의 베이헬스 메디컬 센터, 그리고 미국 제대군인부가 포함되었다.

## HealthKit API

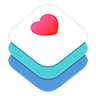
HealthKit 로고

HealthKit은 Mac용 IOS SDK (소프트웨어 개발 키트)에 포함된 동반 개발자 응용 프로그래밍 인터페이스(API)이다. 소프트웨어 개발자가 확장성을 가지며 iOS의 건강 및 피트니스 응용 프로그램과 상호 작용할 수 있는 응용 프로그램을 설계하는 데 사용된다.
2014년 9월 17일 IOS 8이 출시된 후, 애플은 셀룰러 및 터치 ID 문제를 일으키는 버그를 수정하기 위해 앱 스토어에서 모든 HealthKit 호환 앱을 제거한 다음, 2014년 9월 26일 IOS 8.0.2 출시와 함께 HealthKit을 재출시했다.
2017년 2월 현재, 애플 외의 여러 제조업체에서 HealthKit이 지원되는 하드웨어를 판매하고 있었다.

### ResearchKit & CareKit API

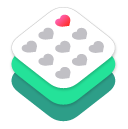
ResearchKit 로고

ResearchKit과 CareKit은 애플이 HealthKit의 기능을 더욱 확장하기 위해 도입한 두 가지 건강 관련 소프트웨어 프레임워크로, 소프트웨어 개발자가 각각 의료 연구를 위한 데이터 수집 및 관리 계획을 위한 응용 프로그램을 만들 수 있게 한다. 두 API 모두 건강 응용 프로그램과 상호 작용하고 환자와 의사 간의 건강 정보 공유를 용이하게 한다.
애플은 또한 iOS 및 WatchOS 기기용 독립 실행형 연구 응용 프로그램을 도입하여 사용자가 애플과 다양한 건강 파트너가 진행하는 장기 연구에 자원하여 참여할 수 있게 했다.

## 직원
2018년 7월, 애플은 애플 워치 및 건강 통합 작업 중 심장 전문의 알렉시스 비티를 고용했다. 전 제약 회사 아스트라제네카의 최고 정보 책임자였던 데이비드 스몰리는 2019년 6월 애플의 부사장으로 고용되었다.
2019년 10월, 전 컬럼비아 대학교 의료 센터 심장 전문의 데이비드 차이가 애플 헬스에 합류했다.

## 같이 보기
- 애플 피트니스
- 구글 핏
- 구글 헬스
- 마이크로소프트 헬스볼트
- MSN 헬스 & 피트니스